# Копаниха (река)
Копаниха — река в России, протекает в Кумёнском районе Кировской области. Устье реки находится в 6,8 км по левому берегу реки Большая Кумёна. Длина реки составляет 12 км.
Исток реки в лесу северо-восточнее деревни Барановщина (Нижнеивкинское городское поселение) в 5 км к северо-востоку от посёлка Нижнеивкино. Река течёт на северо-восток, в среднем течении на реке стоит село Раменье. Впадает в Большую Кумёну у деревни Мошаны (Речное сельское поселение).

## Данные водного реестра
По данным государственного водного реестра России относится к Камскому бассейновому округу, водохозяйственный участок реки — Вятка от города Киров до города Котельнич, речной подбассейн реки — Вятка. Речной бассейн реки — Кама.
Код объекта в государственном водном реестре — 10010300312111100034648.